# Pic d’Enclar
Pic d’Enclar är en bergstopp i Andorra. Den ligger i den västra delen av landet. Toppen på Bony de Carroi är 2 359 meter över havet.
Den högsta punkten i närheten är 2 755 meter över havet, 5,3 kilometer väster om Pic d’Enclar. Närmaste större samhälle är Andorra la Vella, 4,3 kilometer öster om Bony de Carroi. 
I trakten runt Pic d’Enclar växer i huvudsak barrskog.